# Al-Mustansir (Bagdad)
Al-Mustansir B'llah (volledige naam: Abû Ja`far al-Mustansir bi-llah al-Mansûr ben az-Zâhir; Bagdad, 17 februari 1192 - aldaar, 5 december 1242) was de voorlaatste kalief van het Kalifaat van de Abbasiden. Hij regeerde van 1226 tot aan zijn dood in 1242.

## Biografie
Al-Mustansir werd geboren als de oudste zoon van kalief Az-Zahir en na zijn vaders dood werd hij op 11 juli 1226 uitgeroepen tot de nieuwe kalief. Tijdens zijn regering was Al-Mustansir in 1233 verantwoordelijk voor de oprichting van de Mustansiriya Madrasah, de oudst bestaande universiteit van Bagdad. In deze periode had het kalifaat ook te kampen met invallen van Mongolen. In 1238 riep hij op voor een jihad tegen de Mongolen en wist hij de Mongoolse legers van zijn grondgebied tijdelijk te verdrijven. Al-Mustansir overleed in 1242 en werd opgevolgd door zijn Al-Musta'sim.